# Абингдонское аббатство
Абингдонское аббатство (англ. Abingdon Abbey) — аббатство монахов-бенедиктинцев, также известное как аббатство Святой Марии, расположено в древнем городе Абингдон, графство Оксфордшир.

## История
Аббатство предположительно было основано в 675 году либо Киссой, наместником Кентвина, короля Уэссекса, либо его племянником Хином, посвящено Деве Марии и насчитывало двенадцать монахов бенедиктинского ордена. Здесь же находится и захоронение Киссы.
Находясь под покровительством королей Уэссекса, аббатство было одним из самых богатых и влиятельных вплоть до разрушения в результате набега викингов во время правления Альфреда Великого. Из-за отказа монахов финансировать его военные походы, Альфред секуляризовал имущество аббатства, не позволяя ему возродиться, и к 950-м годам монастырь пришёл в упадок. Около 954 года король Эдред назначил аббатом Этельвольда, позднее ставшего епископом Уинчестера. Он проводил монастырскую реформу по бенедиктинскому образцу, и Абингдон стал вторым центром реформы (после Гластонбери). Собрание из 136 хартий, предоставленных аббатству различными саксонскими королями, сохранилось, как и «Хроники монастыря Абингдон», написанные в аббатстве в XII веке.

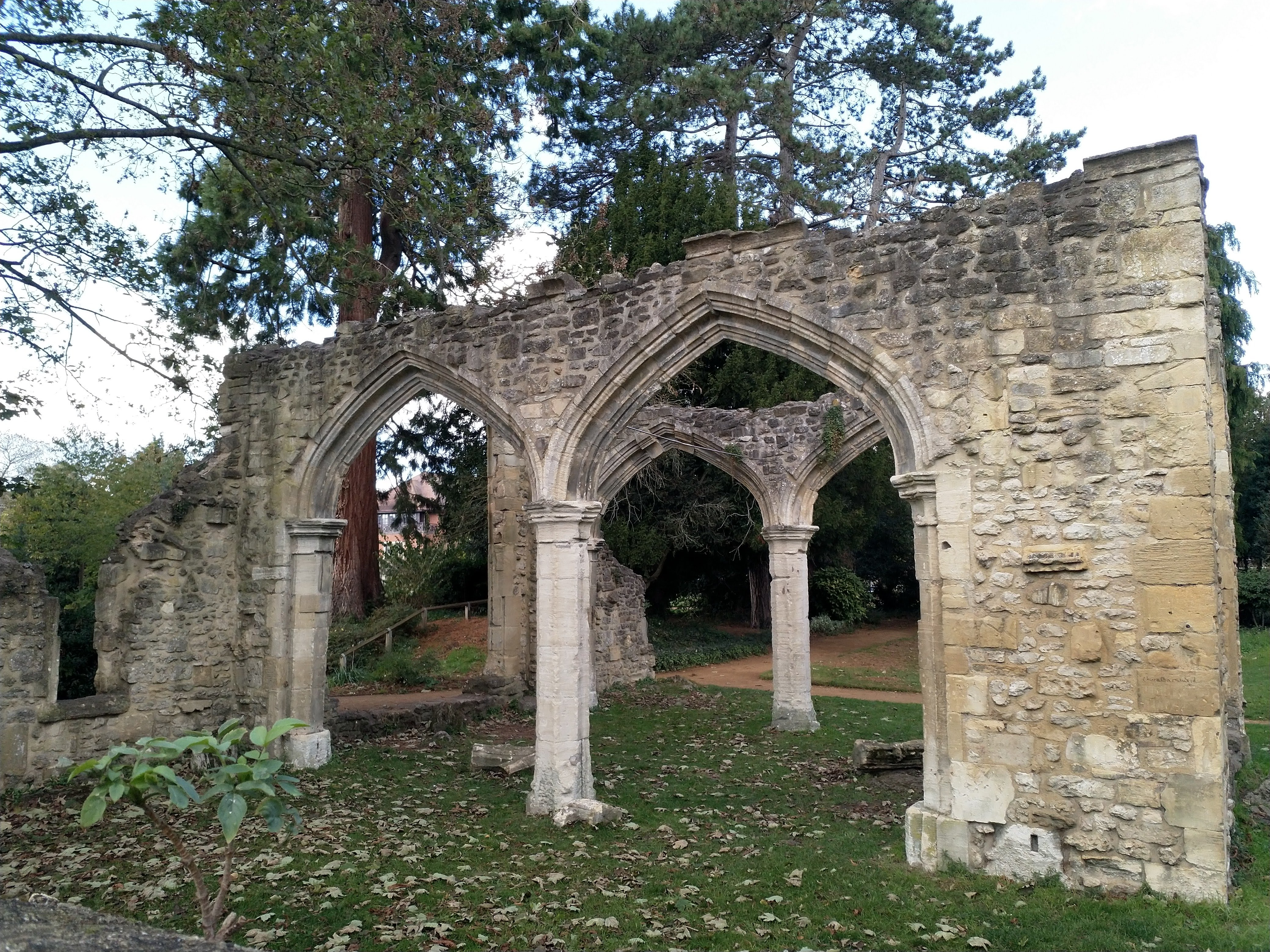
Реконструкция XIX века в садах аббатства

В деревне Саттон-Кортни аббатство построило монастырское поместье, которое использовалось в качестве административного центра земель аббатства и места сбора церковной десятины. Владелец земли, священник Альви (чей отец владел землей до него согласно «Книге Страшного суда»), согласился с аббатом, что он должен сохранить права на землю в Саттоне и передать её сначала своему сыну, а затем аббатству, при условии сразу передать в собственность часовню Милтона.
После норманнского завоевания среди выдающихся аббатов монастыря были Фариций, врач Генриха I (1100—1117), и Ричард Хендредский, на назначение которого в 1262 году было получено согласие короля. В 1274 году он принял участие во Втором Лионском соборе. Последним настоятелем был Томас Пентекост по прозвищу Роуленд, который был одним из первых, кто признал Акт о супрематии, делавший Генриха VIII главой Церкви Англии. Вместе с остальной частью общины он подписал постановление о роспуске своего монастыря в 1538 году, получив поместье Камнор пожизненно или до тех пор, пока его доход не превысит 223 фунтов стерлингов в год. Доходы аббатства (на тот момент) были оценены в 1876 фунтов стерлингов, 10 шиллингов, 9 пенсов.
От церкви аббатства до наших дней ничего не сохранилось. Руины в садах аббатства — реконструкция, построенная Тренделлом в XIX веке. Некоторые камни могут быть из церкви Святой Елены.

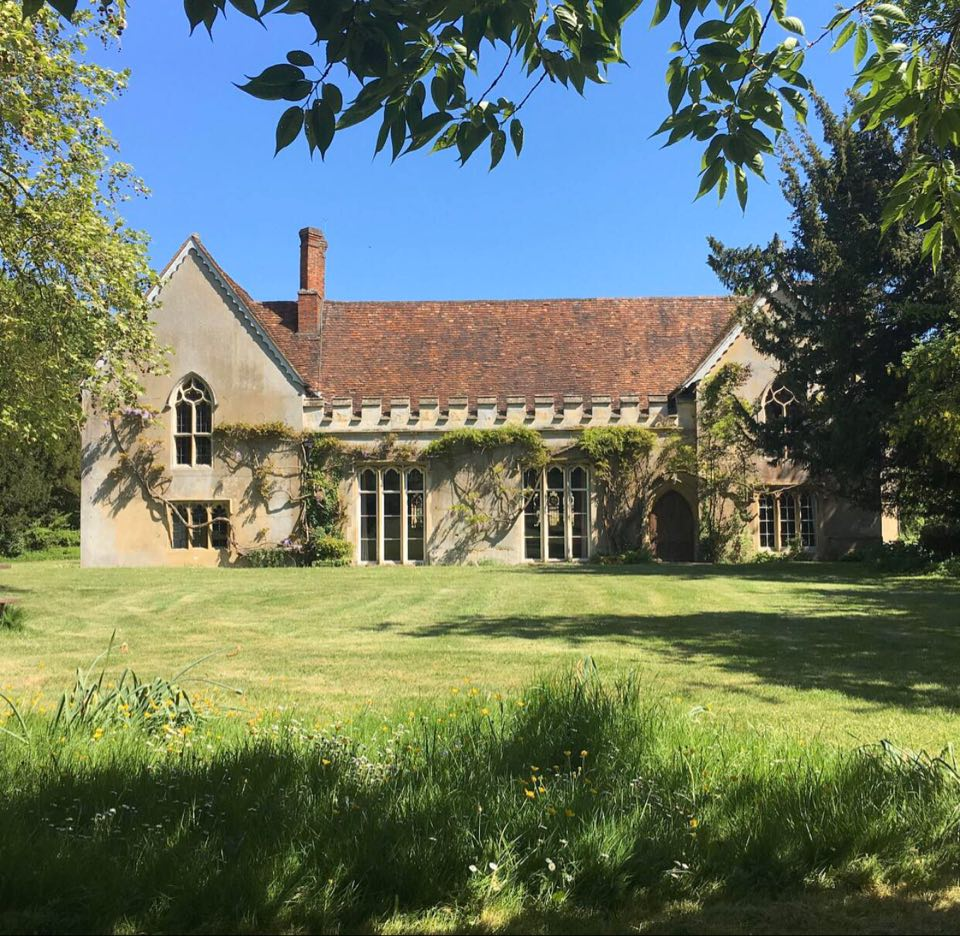
Приходский дом аббатства

До наших дней сохранились лишь связанные с монастырем здания: казначейство, галерея, пекарня, ворота, общежитие для паломников и церковь Святого Николая.
Один из оригинальных каминов аббатства был вывезен и теперь находится в поместье «Lacies Court».
В настоящий момент часть территории аббатства занимает «Unicorn Theatre».

## Захоронения
Изначально на территории аббатства был захоронен Эльфрик Эбингдонский, пока его не перезахоронили в Кентерберийском соборе. Здесь же были похоронене Сайдман (епископ) , Маргарет Плантагенет, графиня Пемброк, Ральф Бассет и Фулк Фицрой.